# 아드난 알탈리아니
아드난 하미스 알탈리아니(Adnan Al Talyani, 1964년 10월 3일 ~)는 아랍에미리트의 전 축구 선수로 포지션은 공격수였으며 역대 아랍에미리트 국가대표 선수 중 국제 A매치 최다 출장수를 기록하며 센추리클럽에 등재되어 있다.

## 선수 시절

### 클럽
1979년 당시 UAE 걸프 리그 소속팀이자 고향팀인 알샤바브 CSC 입단 후 1999년 은퇴할 때까지 20년동안 한팀에서만 뛰며 통산 232경기 129골을 터뜨리며 1992-93 UAE 프레지던트컵 우승, 1993년 UAE 슈퍼컵 우승, 1994-95 아시안 컵위너스컵 준우승, UAE 1부 리그 2회 우승 등에 중추적인 역할을 했고 3번의 UAE 걸프 리그 및 UAE 1부 리그 득점왕, 1994-95 아시안 컵위너스컵 베스트 플레이어, 1989년 베스트 아랍 플레이어, 1990년 아시아 올해의 선수 3위에도 오르는 기염을 토했다.

### 국가대표팀
1982년 UAE A대표팀에 첫 발탁된 이후 1997년 은퇴할 때까지 국제 A매치 통산 161경기 52골을 기록하면서 1990년 FIFA 월드컵 본선 진출, 1992년 AFC 아시안컵 4위, 1996년 AFC 아시안컵 준우승, 아라비안 걸프컵 3회 준우승에 기여했으며 U-19 대표팀 시절에는 1982년 서아시아 U-18 챔피언십 우승에 기여하기도 했다.

## 같이 보기
- A매치 100경기 이상 출전한 축구 선수 명단
- 아시아 올해의 축구 선수
- 원클럽맨 명단